# Gen V
Gen V ist eine US-amerikanische Superhelden-Fernsehserie, die von Craig Rosenberg, Evan Goldberg und Eric Kripke entwickelt wurde und als Spin-off von The Boys von Eric Kripke dient und auf der The-Boys-Comic-Geschichte „We Gotta Go Now“ von Garth Ennis und Darick Robertson basiert. Die Serie, die vor der vierten Staffel von The Boys spielt, feierte ihre Premiere auf Amazon Prime Video am 29. September 2023.

## Hintergrund
Nachdem der Auftakt der zweiten Staffel von The Boys zur meistgesehenen Veröffentlichung eines Amazon Originals wurde, wurde seitens Amazon eine Spin-off-Serie namens Gen V in Auftrag gegeben, bei der Craig Rosenberg als Showrunner fungierte und die Pilotfolge schrieb. Im März 2021 wurden mit Lizze Broadway und Jaz Sinclair zwei Hauptdarstellerinnen verpflichtet. In weiteren Rollen sollten ursprünglich Reina Hardesty, Shane Paul McGhie, Aimee Carrero und Maddie Phillips zu sehen sein. Im April 2021 wurde bekanntgegeben, dass die Rollen von Hardesty, Carrero und McGhie neu entwickelt wurden und umbesetzt werden.
Der erste deutsche Titel der Serie lautete Generation V und war im ersten deutschen Teaser Trailer eingeblendet und auf dem Teaser Artwork zu sehen. Ab dem offiziellen Trailer wird nur mehr Gen V auch für die deutsche Fassung verwendet.
Am 19. Oktober 2023 wurde die Serie um eine zweite Staffel verlängert.

## Handlung
Wie in The Boys dargestellt wurde, verabreichen Eltern ihren Kindern die Droge Compound V der Firma Vought International, die dazu führt, dass diese außergewöhnliche Kräfte entwickeln und Superhelden werden können. Junge erwachsene Superhelden werden in der Godolkin University School of Crimefighting („God U“), die von Vought International betrieben wird, ausgebildet und gleichzeitig erforscht. Eine Gruppe von Studenten findet heraus, dass im Keller der Universität Jugendliche, deren Kräfte nicht nutzbar oder vermarktbar sind, gefangengehalten und für Experimente missbraucht werden.

## Besetzung und Synchronisation
Die deutschsprachige Synchronisation entsteht nach einem Synchronbuch von Christian Kähler unter der Dialogregie von Patrick Baehr im Auftrag der Arena Synchron.

### Haupt- und Nebendarsteller
| Rolle                       | Schauspieler           | Synchronsprecher        | Bemerkungen                                                   |
| --------------------------- | ---------------------- | ----------------------- | ------------------------------------------------------------- |
| Marie Moreau                | Jaz Sinclair           | Olivia Büschken         | Studentin mit Kräften zur Beherrschung von Blut               |
| Andre Anderson              | Chance Perdomo         | Lucas Wecker            | Student mit Kräften zur Beherrschung von Metall               |
| Emma Meyer / Little Cricket | Lizze Broadway         | Marie Hinze             | Studentin mit der Fähigkeit, ihre Körpergröße zu beeinflussen |
| Cate Dunlap                 | Maddie Phillips        | Leonie Landa            | Studentin mit der Fähigkeit zur Gedankenkontrolle             |
| Jordan Li                   | London Thor            | Anouk Elias             | Bigender-Person                                               |
| Jordan Li                   | Derek Luh              | Tobias John von Freyend | Bigender-Person                                               |
| Sam Riordan                 | Asa Germann            | Marco Eßer              | Bruder von Luke                                               |
| Indira Shetty               | Shelley Conn           | Alexandra Wilcke        | Dekanin der Godolkin-Universität                              |
| Luke Riordan / Golden Boy   | Patrick Schwarzenegger | Alex Friedland          | Student, der sich selbst entzünden kann                       |
| Justine Garcia              | Maia Jae Bastidas      | Muriel Bielenberg       | Studentin                                                     |
| Social Media Jeff           | Daniel Beirne          | David Turba             | Student                                                       |
| Polarity                    | Sean Patrick Thomas    | Björn Schalla           | Superheld, Vater von Andre                                    |
| Rufus                       | Alexander Calvert      | Tobias Diakow           | Student                                                       |
| Dr. Edison Cardosa          | Marco Pigossi          | Florens Schmidt         | Arzt                                                          |

### Gastdarsteller
| Rolle                      | Schauspieler    | Synchronsprecher |
| -------------------------- | --------------- | ---------------- |
| Madelyn Stillwell          | Elisabeth Shue  | Maud Ackermann   |
| Prof. Richard Brinkerhoff  | Clancy Brown    | Oliver Stritzel  |
| Reggie Franklin / A-Train  | Jessie T. Usher | Ozan Ünal        |
| Ashley Barrett             | Colby Minifie   | Mia Diekow       |
| Adam Bourke                | P. J. Byrne     | Marius Clarén    |
| Kevin Moskowitz / The Deep | Chace Crawford  | Arne Stephan     |
| Soldier Boy                | Jensen Ackles   | Martin Kautz     |
| Grace Mallory              | Laila Robins    | Liane Rudolph    |
| Victoria Neuman            | Claudia Doumit  | Jacqueline Belle |
| Homelander                 | Antony Starr    | Norman Matt      |
| Billy Butcher              | Karl Urban      | Tobias Kluckert  |

## Episodenliste
| Nr. | Deutscher Titel                | Originaltitel               | Erstveröffentlichung USA | Deutschsprachige Erstveröffentlichung (D/A/CH) | Regie           | Drehbuch                                     |
| --- | ------------------------------ | --------------------------- | ------------------------ | ---------------------------------------------- | --------------- | -------------------------------------------- |
| 1 | God University                 | God U.                      | 29. Sep. 2023            | 29. Sep. 2023                                  | Nelson Cragg    | Craig Rosenberg, Evan Goldberg & Eric Kripke |
| Acht Jahre vor Beginn der Handlung manifestieren sich bei Marie Moreau blutverändernde Kräfte. Als sie ihre erste Periode hat, tötet sie versehentlich ihre Eltern, was ihre Beziehung zu ihrer jüngeren Schwester Annabeth zerstört. In der Gegenwart wird Marie an der Godolkin-Universität, einer Ausbildungsstätte für zukünftige Superhelden (Supes), aufgenommen. Bei ihrer Ankunft freundet sich Marie mit ihrer Zimmergenossin Emma Meyer an und lernt die Oberstufenstudenten Andre Anderson, Luke Riordan, Jordan Li und Cate Dunlap kennen. Nach einer Diskussion mit Professor Richard Brinkerhoff, genannt Brink, hält sie Sam auf, der von der Security verfolgt und daraufhin wieder festgesetzt wird. Auf einer Party rettet Marie eine Frau vor dem Verbluten, nachdem Andre diese versehentlich unter Drogeneinfluss mit seiner Magnetismus-Manipulation verletzt hat. Obwohl Marie in den sozialen Medien an Popularität gewinnt, wird sie durch Brink der Schule verwiesen, um den Ruf der Oberstufenstudenten zu schützen. Später kehrt sie in Brinks Büro zurück, um ihn zur Rede zu stellen, wird aber Zeugin, als er von Luke durch dessen pyrokinetische Fähigkeit getötet wird. Luke dreht durch und versucht, Marie zu töten, wird aber von Jordan und Andre aufgehalten. Als er sich abkühlt, flüstert Luke Andre etwas zu, bevor er seine Fähigkeit einsetzt, um Suizid zu begehen. |                                |                             |                          |                                                |                 |                                              |
| 2 | Der erste Tag                  | First Day                   | 29. Sep. 2023            | 29. Sep. 2023                                  | Nelson Cragg    | Zak Schwartz & Brant Englestein              |
| Vought International und die Universitätsleitung vertuschen die Gründe für den Tod von Luke und Brink, während nur Marie und Andre Anerkennung dafür erhalten sollen, Luke aufgehalten zu haben. Marie steigt als erste Studienanfängerin in die Top 10 der Godolkin University auf. Während Marie die Dekanin der Universität, Indira Shetty, kennenlernt, die ihr Ratschläge gibt, freundet sich Emma mit ihrer Klassenkameradin Justine an, die erfährt, dass Emmas Größenveränderungsfähigkeiten auf regelmäßigem Erbrechen basieren, und diese Information im Internet veröffentlicht. Die verärgerte Emma konfrontiert Justine damit. In der Zwischenzeit untersuchen Andre und Cate Lukes Tod und finden eine geheime Aufnahme, aus der hervorgeht, dass sein jüngerer Bruder Sam in einer versteckten Einrichtung namens „The Woods“ festgehalten wird, die insgeheim von Shetty geleitet wird. Andre bricht die Vorbereitungen für ein Interview ab, um in Brinks Büro Informationen zu finden. Nachdem Marie im Interview erfahren hat, dass Voughts Fernsehsender Kontakt zu ihrer Schwester Annabeth aufgenommen hat, die nichts mit ihr zu tun haben will, verschweigt sie Jordans Beteiligung an Lukes Suizid. Andre gelingt es, The Woods ausfindig zu machen. Als er dabei von der Campus-Security erwischt wird, rettet ihn Cate. |                                |                             |                          |                                                |                 |                                              |
| 3 | #ThinkBrink                    | #ThinkBrink                 | 29. Sep. 2023            | 29. Sep. 2023                                  | Philip Sgriccia | Erica Rosbe                                  |
| Drei Jahre zuvor besuchen Luke, Andre und Cate Sam, der wütend ist, als er erfährt, dass ihre Kräfte von Compound V stammen und einen Wachmann tötet, bevor Luke und Cate ihn beruhigen können. In der Gegenwart besprechen Andre und Cate ihre Entdeckung, wobei sie ihn davon überzeugt, sein Leben nicht zu riskieren, und sie haben Sex. In der Zwischenzeit kehrt Marie in ihr Zimmer zurück und findet eine erschöpfte Emma vor. Sie versucht, sie zu unterstützen, aber es kommt zu einem Streit. Am nächsten Tag lädt Shetty Marie zu einer Spendengala ein, die zu Ehren von Brink veranstaltet wird. Emmas Mutter versucht, sie zu überreden, bei einer Reality-Show mitzumachen, aber sie lehnt ab. Emma trifft sich später mit Marie, um sich zu versöhnen. Andre trifft sich mit Emma und überredet sie, The Woods für ihn zu infiltrieren. Es gelingt ihr, Sam zu finden und mit ihm zu sprechen, aber die Sicherheitskräfte versetzen die Einrichtung in Alarmbereitschaft und setzen ihn außer Gefecht. Emma nutzt ihre Kräfte, um einen Wachmann zu töten. |                                |                             |                          |                                                |                 |                                              |
| 4 | Die ganze Wahrheit             | The Whole Truth             | 6. Okt. 2023             | 6. Okt. 2023                                   | Steve Boyum     | Jessica Chou                                 |
| Sam erholt sich, tötet die weiteren Wachen und flieht mit Emma. Während sie sich in einem verlassenen Autokino verstecken, leidet Sam unter Wahnvorstellungen und kündigt an, dass er Dr. Edison Cardosa, einen Psychologen, der früher mit ihm arbeitete, töten will. Emma kehrt zur Godolkin-Universität zurück, um die anderen zu warnen. In der Zwischenzeit versucht Marie, den Psychologiestudenten Rufus zu bitten, ihr bei der Suche nach Emma zu helfen, wird jedoch von ihm betäubt und wacht in seinem Schlafzimmer auf. Als er versucht, sie zu vergewaltigen, lässt Marie Rufus’ Penis explodieren. Zur gleichen Zeit kommt der prominente Superheld Robert Vernon / Tek Knight an die Godolkin-Universität, um eine Folge seiner Vought+-Serie The Whole Truth aufzunehmen und um einem unschuldigen Studenten in Voughts Auftrag Lukes Selbstmord anzuhängen. Indem er seine Beobachtungsgabe nutzt, um die Studenten aggressiv zu verhören, zwingt er Marie dazu, Jordans Beteiligung an Lukes Selbstmord zu enthüllen. Als er droht, zu veröffentlichen, dass Sam unter Shettys Aufsicht aus The Woods entkommen ist, erpresst sie ihn mit Material über seine sexuellen Triebe. Er verlässt den Campus. Marie, Emma, Andre, Jordan und Cate können Sam schließlich überwältigen, aber Marie wird erneut ohnmächtig und wacht mit Jordan in einem Bett auf. |                                |                             |                          |                                                |                 |                                              |
| 5 | Willkommen im Club der Monster | Welcome to the Monster Club | 13. Okt. 2023            | 13. Okt. 2023                                  | Clare Kilner    | Lex Edness                                   |
| Marie und ihre Freunde erwachen auf einer Party und wissen nicht mehr, wie sie dorthin gekommen sind. Auf der Flucht vor der Festnahme findet Sam Emma und Marie, die ihn jedoch nicht erkennen. Cardosa trifft sich mit Shetty, um mit ihr über die Entwicklung eines Virus zu sprechen, das die Kräfte von Supes kontrollieren soll. Shetty weigert sich, Marie in die Studie einzubeziehen. Cate behauptet, Rufus sei für ihre Amnesie verantwortlich, und führt Jordan, Andre und Marie dazu, ihn zur Rede zu stellen, aber sie verlieren ihn aus den Augen, während Andre sich mit einer erneuten Gedächtnislücke in einem Fast-Food-Restaurant wiederfindet. Emma erkennt, dass sie und Marie Sam bereits kennen, aber gezwungen waren, ihn zu vergessen. Auf der Suche nach ihm entfernt Marie einen Peilsender von ihrem Hals und erzählt Cate von ihrem Verdacht, dass Shetty und Rufus für ihre Amnesie verantwortlich sind. Cate entschuldigt sich und löscht Maries Erinnerung. Als sie merkt, dass Marie ein Gespräch vergessen hat, das sie vor kurzem geführt haben, geht Jordan zu Rufus, um ihn erneut zu konfrontieren. Emma findet Sam, der enthüllt, dass Cate die Schuldige ist, nachdem er erfahren hat, dass sie ihre taktile Gedankenkontrollkraft benutzt hat, um Luke Sams Existenz vergessen zu lassen. Emma ruft Marie an, um ihr und Jordan die Wahrheit zu sagen. Andre tötet Rufus fast, als eine weinende Cate auftaucht, um ihren Betrug aufzudecken und seine Erinnerungen wiederherzustellen. |                                |                             |                          |                                                |                 |                                              |
| 6 | Jumanji                        | Jumanji                     | 20. Okt. 2023            | 20. Okt. 2023                                  | Rachel Goldberg | Lauren Greer                                 |
| Cate stellt das Gedächtnis aller wieder her, doch dann bricht sie vor Erschöpfung zusammen. Marie stabilisiert sie, aber Cate versetzt sie, Jordan, Andre und Dusty unwissentlich in Trance, wo sie ihre Erinnerungen erforschen. Die Gruppe trifft auf Soldier Boy, der in Cates Gedanken als imaginärer Freund existiert. Er warnt sie, einen Weg zur Flucht zu finden, bevor ihr Geist zusammenbricht und sie alle in einen vegetativen Zustand geraten. Die Gruppe reist durch Cates Erinnerungen, von ihrem ersten Treffen mit Shetty bis zu ihrer Freundschaft mit Luke im Unterricht. Luke entlarvt Andre jedoch dafür, dass er ihn zu seinen Lebzeiten hinter seinem Rücken mit Cate betrogen hat. Die Gruppe rennt vor ihm davon. Dann tauchen sie in eine Erinnerung an Jordan ein, der offenbar Brink in der Vergangenheit vor einem wütenden Luke gerettet hat und sich dabei die Rolle als Brinks Lehrassistent verdient hat. Das Trio sieht dann eine Erinnerung an Luke und Sam, an denen in The Woods experimentiert wurde, und wie Cate Luke die Ereignisse vergessen lässt, die sich zugetragen haben. Danach stoßen sie auf Maries Erinnerung an den Tod ihrer Eltern, während ihre Schwester Annabeth ihr vorwirft, sie absichtlich getötet zu haben. Das Trio stellt Cate schließlich zur Rede und überzeugt sie, aufzuwachen und die Verantwortung für ihre Taten zu übernehmen. Alle vier erwachen aus der Trance. Emma und Sam, die im Autokino Sex hatten, stoßen wieder dazu. Letzterer versucht, Cate zu verletzen, aber Emma hält ihn davon ab. Cate enthüllt der Gruppe, dass Shetty Sam unter anderem dazu benutzt hat, Lukes Kräfte zu verstärken, und dass auch an anderen Studierenden experimentiert wurde. Währenddessen testet Cardosa sein Virus an einer Studentin, Betsy, die Anzeichen einer Krankheit zeigt. Shetty befiehlt Cardosa, weitere Tests durchzuführen, was zum Tode Betsys führt. Als sie das Ergebnis sieht, bittet sie Cardosa, das Virus ansteckend zu machen. |                                |                             |                          |                                                |                 |                                              |
| 7 | Virus                          | Sick                        | 27. Okt. 2023            | 27. Okt. 2023                                  | Shana Stein     | Chelsea Grate                                |
| Cate kontaktiert Shetty, die sich bereit erklärt, sich bei ihr zu Hause zu treffen. Marie und Jordan brechen in Shettys Büro ein, um Beweise zu sammeln und sie Victoria Neuman vorzulegen, die in der Godolkin-Universität an einem Townhall Meeting teilnimmt. Sie erfahren, dass Shettys Ehemann und Tochter bei einem von Homelander verursachten Flugzeugabsturz ums Leben gekommen sind. Ein betrunkener Cardosa betritt Shettys Büro und schwafelt von dem Virus, wobei er Marie und Jordan, die sich unter Shettys Schreibtisch versteckt hatten, unwissentlich die Wahrheit verrät. Shetty trifft sich mit Grace Mallory und bittet sie um Hilfe bei der weltweiten Verbreitung des Virus, um alle Supes zu töten, aber Mallory weigert sich und beauftragt später einen unbekannten Kontaktmann, Shetty zu überwachen. Andres Vater, Polarity, erleidet während eines Interviews mit Cameron Coleman einen Anfall, wodurch seine Kräfte außer Kontrolle geraten. Andre begleitet seinen Vater im Krankenwagen, hilft ihm, seine Kräfte unter Kontrolle zu halten und bleibt später bei ihm im Krankenhaus. Coleman nimmt den Platz von Polarity ein und interviewt Neuman während des Townhall Meetings, bei der Studenten einen Aufstand anzetteln und die „Supes Lives Matter“-Bewegung ins Leben rufen, was Neuman zur Evakuierung zwingt. Marie trifft sich mit Neuman und erfährt, dass sie dieselbe Kraft haben und beide in der Red-River-Einrichtung aufgewachsen sind. Marie überredet Neuman, The Woods vor Vought zu entlarven, doch Neuman überzeugt sie, einen Rückzieher zu machen und lieber eine Machtposition anzustreben, als es ohne politischen und kulturellen Einfluss mit Vought aufzunehmen. Marie, Jordan, Sam und Emma gehen später zu Shettys Haus, wo Cate Shetty zwingt, die Wahrheit hinter The Woods und ihre Motivation für die Erschaffung des Virus zu enthüllen. Cate zwingt Shetty dann, sich selbst die Kehle durchzuschneiden, und hindert Marie daran, sie zu retten, so dass sie verblutet und stirbt. Cardosa trifft sich heimlich mit Neuman und übergibt ihr die Virusprobe. Neuman tötet Cardosa, da nur er weiß, wie das Virus repliziert werden kann. |                                |                             |                          |                                                |                 |                                              |
| 8 | Guardians of Godolkin          | Guardians of Godolkin       | 3. Nov. 2023             | 3. Nov. 2023                                   | Sanaa Hamri     | Brant Englestein                             |
| Während Ashley Barrett, CEO von Vought, sich mit dem Vorstand der Godolkin-Universität zu einem Gespräch darüber trifft, wie man Lukes Selbstmord aufklären könnte, kehren Cate und Sam in „The Woods“ zurück, um die verbleibenden Gefangenen zu befreien, bevor sie sie dazu anleiten, Nicht-Supes auf dem gesamten Campus zu töten. Während Marie, Jordan und Emma versuchen, das Chaos einzudämmen, demonstriert Marie, dass sie ihre Kräfte immer besser beherrscht. Sam leidet unter Halluzinationen von Luke, der ihm sagt, er solle aufhören und verrät, wie er gestorben ist, aber Sam ignoriert ihn und lässt zu, dass Cate seine Fähigkeit, Gefühle zu empfinden, zerstört. Andre erfährt, dass der Anfall von Polarity das Ergebnis einer durch seine Kräfte verursachten Hirnschädigung war, bevor er den Polarity-Mantel erhält, um im Kampf gegen die randalierenden Supes zu helfen. Cate versucht, Jordan einer Gehirnwäsche zu unterziehen, aber Marie lässt Cates Arm explodieren, als Homelander eintrifft, Marie angreift und sie beschuldigt, „ihresgleichen angegriffen“ zu haben. Einige Zeit später erwachen Marie, Jordan, Emma und Andre in einem versiegelten Krankenzimmer an einem unbekannten Ort. Der Angriff wird ihnen in die Schuhe geschoben, während Sam und Cate als „New Guardians of Godolkin“ gefeiert werden. Unterdessen untersucht Billy Butcher die Ruinen von „The Woods“. |                                |                             |                          |                                                |                 |                                              |